# Nakrivanj
Nakrivanj (em cirílico: Накривањ) é uma vila da Sérvia localizada no município de Leskovac, pertencente ao distrito de Jablanica, na região de Jablanica. A sua população era de 1153 habitantes segundo o censo de 2002.

## Demografia
| 1948  | 1953  | 1961  | 1971  | 1981  | 1991  | 2002  | 2011  |
| ----- | ----- | ----- | ----- | ----- | ----- | ----- | ----- |
| 1 290 | 1 326 | 1 414 | 1 526 | 1 514 | 1 462 | 1 315 | 1 153 |